# 武正公一
武正 公一（たけまさ こういち、1961年3月23日 - ）は、日本の政治家。立憲民主党所属の衆議院議員（7期）。
外務副大臣（鳩山由紀夫内閣・菅直人内閣）、財務副大臣（野田第3次改造内閣）、衆議院総務委員長、民主党埼玉県連代表、民主党財務委員長、同総務委員長、同組織委員長、民進党組織委員長、埼玉県議会議員（2期）等を務めた。

## 来歴
静岡県清水市（現：静岡市）生まれ。父は造船技師。幼少期に埼玉県浦和市へ転居した。埼玉県立浦和高等学校、1984年、慶應義塾大学法学部政治学科卒業。1985年から一年間、中国山西大学に留学。
高校、大学時代はテニス部に所属し、中華人民共和国でテニスの指導を行った経験もある。卒業後に松下政経塾に第5期生として入塾。1990年には「浦和プロサッカー球団をつくろう会」の発起人代表を務めた。
1991年、埼玉県議会議員選挙に出馬したが、次点で落選。1995年、連合の支援を受けて再度埼玉県議会議員選挙に出馬し、初当選した。1999年に再選されるが、翌2000年に2期目の任期途中で辞職。第42回衆議院議員総選挙に民主党公認で埼玉1区から出馬し、自由民主党前職で元大蔵大臣の松永光を破り、当選。2003年の第43回衆議院議員総選挙では、保守新党元職の金子善次郎を大差で破り再選。2005年の第44回衆議院議員総選挙では自民党から出馬した金子に2,922票差まで詰め寄られたが、小泉旋風による民主党への逆風をはね返し、埼玉1区で3選。
2006年1月、尖閣諸島を上空より視察。
2006年9月、小沢一郎代表の下で民主党次の内閣（NC）総務大臣に起用された。
2008年の民主党代表選挙に際しては小沢の無投票3選を阻止すべく、自身が所属する花斉会会長の野田佳彦の擁立に動くが、同じ野田グループ内の松本剛明らの同意が得られず、野田の擁立は見送られ、小沢は無投票で再選された。2009年のさいたま市長選挙では、民主党は新人の清水勇人を支持する一方、民主党埼玉県連幹事長であった武正は、自身の選挙で現職の相川宗一さいたま市長の支援を受けていたため、清水への支持を表明しなかったが、相川は清水に敗れた。同年8月の第45回衆議院議員総選挙では、埼玉1区で自民党前職の金子を大差で破り、4選。同年9月に発足した鳩山由紀夫内閣で外務副大臣に任命され、菅直人内閣まで務めた。2010年9月の民主党代表選挙では、菅直人首相の再選を支持。2011年8月の民主党代表選挙では花斉会会長である野田佳彦の推薦人に名を連ね、野田陣営の選対事務局長を務める。新代表に選出された野田の下では、党財務委員長に起用された。同年11月、民主党埼玉県連代表に就任。
2012年7月、衆議院総務委員長に就任。同年10月、野田第3次改造内閣で財務副大臣（主計、理財に政策金融で、また日銀の金融政策決定会合あるいは郵政改革を担当）に任命された。同年12月の第46回衆議院議員総選挙では、埼玉1区から民主党公認（国民新党推薦）で出馬。埼玉1区では自民党新人の村井英樹に敗れ、2000年から12年間守ってきた議席を失ったが、重複立候補していた比例北関東ブロックで復活し、5選。
2014年12月の第47回衆議院議員総選挙では、埼玉1区で自民党の村井に前回よりも票差を広げられ、再び敗れたが、重複立候補していた比例北関東ブロックで復活し、6選。2015年1月の民主党代表選挙では元代表の岡田克也の推薦人に名を連ね、岡田が党代表に選出された。
2017年10月の第48回衆議院議員総選挙では、希望の党に移籍して同党の公認候補として出馬するも、重複立候補していた比例北関東ブロックも含めて落選。
2018年5月24日、立憲民主党に移籍して、同党の埼玉1区支部長に就任した。
2020年9月29日、旧立憲民主党と旧国民民主党の合流新党である「立憲民主党」は常任理事会を開き、武正を次期衆院選埼玉1区公認候補に内定した。
2021年10月31日、第49回衆議院議員総選挙では、村井に再び敗れ、比例復活もならず落選。
2024年10月27日、第50回衆議院議員総選挙では、村井に再び敗れたものの、惜敗率96.2%まで迫り比例復活した。

## 政策・主張
- 中国を訪問した際、首相（当時）の朱鎔基に対し、日本の石油備蓄基地の一部を中国に提供する構想を提示した[9]。
- 日本国憲法の改正に賛成[10]。
- 日本の環太平洋戦略的経済連携協定（TPP）参加に賛成[10]。
- 日本におけるカジノの解禁に反対[11]。
- 村山談話の見直しに反対[11]。
- 首相の靖国神社参拝に反対[11]。
- 2012年には選択的夫婦別姓制度の導入について「どちらかというと賛成」としている[12]。

## 所属団体・議員連盟
- 恒久平和のために真相究明法の成立を目指す議員連盟

## 人物
- 毎日新聞の報道によれば、武正が支部長を務める民主党埼玉県第1区総支部が、2010年までに外国人1人、外国人の株式保有割合が過半数の法人2社から計174万円の政治献金を受けていた。毎日新聞の取材に対し、武正の事務所は「今年8月に全額を返還した。外国人献金の問題が報道されたため自主的に調べた。いずれも外国人であることは知らなかった。株式の外国人保有が半数に留まるのも（法律違反の）グレーゾーンと判断した。（献金を受けたことが）政策決定に影響を与えたことはない」と釈明した[13]。
- 2004年、政治家の年金未納問題が発覚した際に、54ヶ月間の国民年金の未納が判明した[14]。

## 選挙歴
| 当落 | 選挙                   | 執行日         | 年齢 | 選挙区                | 政党       | 得票数     | 得票率 | 定数 | 得票順位 /候補者数 | 政党内比例順位 /政党当選者数 |
| ---- | ---------------------- | -------------- | ---- | --------------------- | ---------- | ---------- | ------ | ---- | ------------------ | ---------------------------- |
| 落   | 埼玉県議会議員選挙     | 1991年4月7日   | 30   | 南第3区               | 無所属     |            |        | 5    | /                  | /                            |
| 当   | 埼玉県議会議員選挙     | 1995年4月9日   | 34   | 南第3区               | 無所属     |            |        | 5    | /                  | /                            |
| 当   | 埼玉県議会議員選挙     | 1999年4月11日  | 38   | 南第3区               | 無所属     | 2万5902票  | 22.09% | 5    | 1/7                | /                            |
| 当   | 第42回衆議院議員総選挙 | 2000年06月25日 | 39   | 埼玉1区               | 民主党     | 10万5783票 | 42.65% | 1    | 1/4                | /                            |
| 当   | 第43回衆議院議員総選挙 | 2003年11月09日 | 42   | 埼玉1区               | 民主党     | 11万7587票 | 56.27% | 1    | 1/5                | /                            |
| 当   | 第44回衆議院議員総選挙 | 2005年09月11日 | 44   | 埼玉1区               | 民主党     | 11万5262票 | 44.20% | 1    | 1/4                | /                            |
| 当   | 第45回衆議院議員総選挙 | 2009年08月30日 | 48   | 埼玉1区               | 民主党     | 16万3973票 | 60.91% | 1    | 1/4                | /                            |
| 比当 | 第46回衆議院議員総選挙 | 2012年12月16日 | 51   | 比例北関東（埼玉1区） | 民主党     | 7万6583票  | 31.62% | 1    | 2/5                | 3/3                          |
| 比当 | 第47回衆議院議員総選挙 | 2014年12月14日 | 53   | 比例北関東（埼玉1区） | 民主党     | 8万2857票  | 36.77% | 1    | 2/4                | 3/4                          |
| 落   | 第48回衆議院議員総選挙 | 2017年10月22日 | 56   | 埼玉1区               | 希望の党   | 7万5716票  | 33.27% | 1    | 2/4                | 8/4                          |
| 落   | 第49回衆議院議員総選挙 | 2021年10月31日 | 60   | 埼玉1区               | 立憲民主党 | 9万6690票  | 38.07% | 1    | 2/5                | 8/5                          |
| 比当 | 第50回衆議院議員総選挙 | 2024年10月27日 | 63   | 比例北関東（埼玉1区） | 立憲民主党 | 8万2134票  | 39.90% | 1    | 2/5                | 2/5                          |